# Patrocinio, Mexiko
Patrocinio är en ort i Mexiko.   Den ligger i kommunen San Pedro och delstaten Coahuila, i den centrala delen av landet, 800 km nordväst om huvudstaden Mexico City. Patrocinio ligger 1 100 meter över havet och antalet invånare är 328.
Terrängen runt Patrocinio är mycket platt. Runt Patrocinio är det glesbefolkat, med 9 invånare per kvadratkilometer. Närmaste större samhälle är Concordia, 16,0 km väster om Patrocinio. Omgivningarna runt Patrocinio är i huvudsak ett öppet busklandskap.